# Jörg Ratgeb

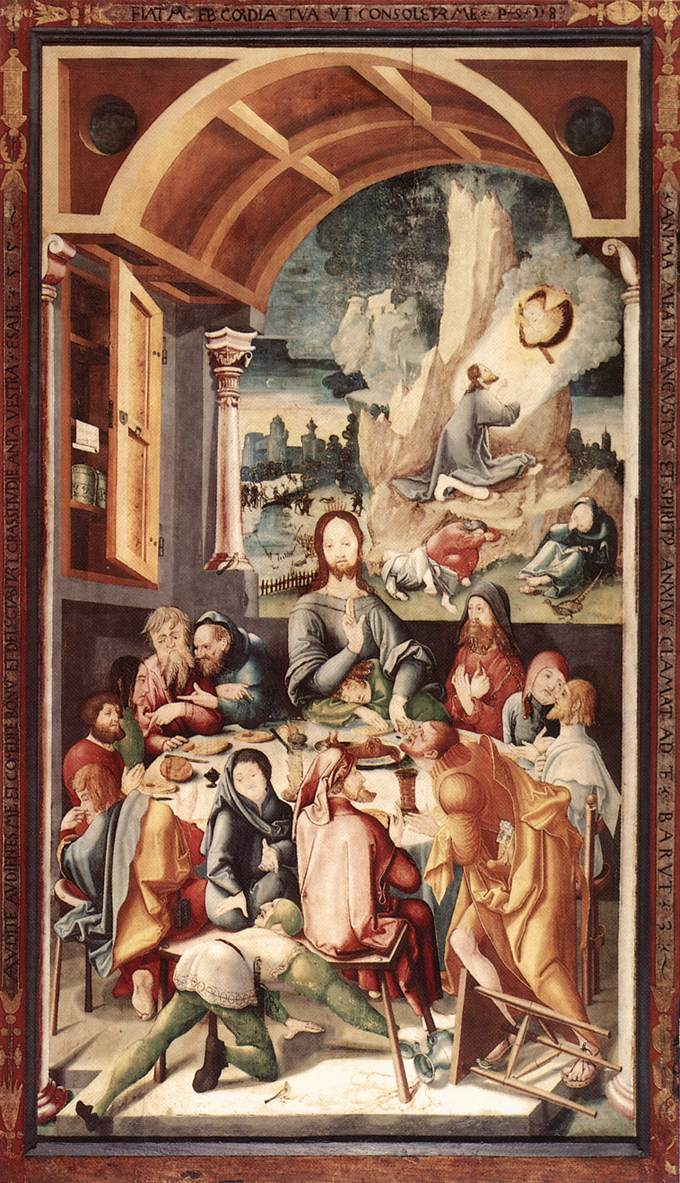
Ostatnia Wieczerza, na drugim planie Modlitwa w Ogrójcu i Pojmanie – fragment Ołtarza z Herrenbergu (1519)

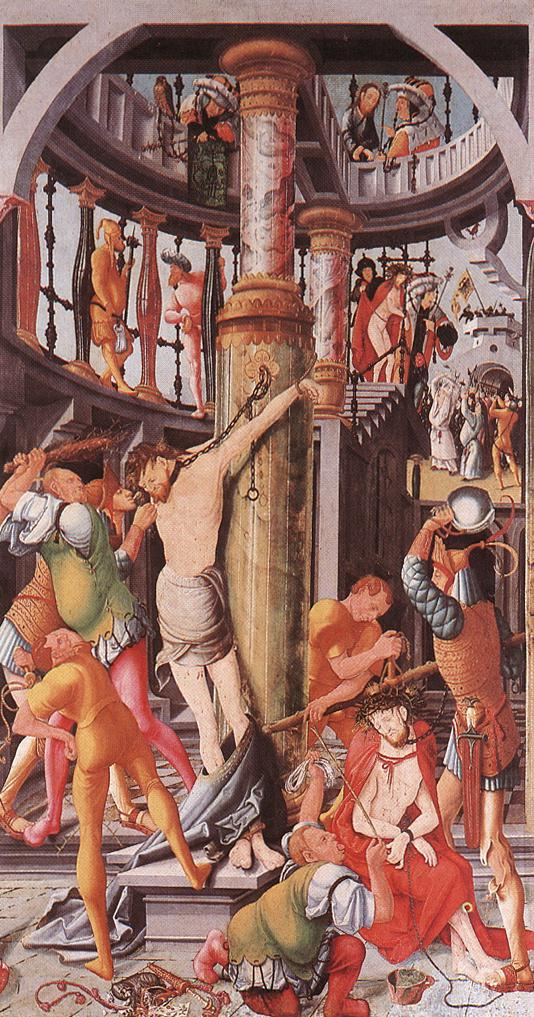
Biczowanie i Cierniem koronowanie, na drugim planie Jezus przed Piłatem - fragment Ołtarza z Herrenbergu (1519)

Jörg lub Jerg Ratgeb, zw. Schürtzjürgen (ur. ok. 1480 w Schwäbisch Gmünd lub w  Herrenbergu, zm. w 1526 w Pforzheim) – niemiecki malarz okresu renesansu.

## Życie
Prawdopodobnie był czeladnikiem w pracowni Hansa Holbeina St. we Frankfurcie nad Menem.  Możliwe, że zetknął się tam z Matthiasem Grünewaldem. Od 1508 czynny był na dworze książęcym w Stuttgarcie. W l. 1509-12 działał w Heilbronn, następnie między 1514 a 1517 w Hirchhorn nad Neckarem. W 1526 podczas wojen chłopskich dostał się do niewoli i został publicznie poćwiartowany na rynku w Pforzheim.

## Twórczość
Głównym jego dziełem jest Ołtarz z Herrenbergu (1518-19), wykonany na zamówienie bractwa Wspólnego Życia,  w którym na 8 tablicach przedstawił 24 sceny z historii Męki Pańskiej oraz z życia Marii Panny. Obecnie znajduje się on w Staatsgalerie w Stuttgarcie, kopia zaś w kolegiacie w Herrenbergu.
Zachował się też Ołtarz św. Barbary (ok. 1510) w ewangelickim kościele św. Jana w Schweingen.
W l. 1514-23 wykonał monumentalne malowidła ścienne w krużganku i refektarzu klasztoru Karmelitów we Frankfurcie nad Menem, które w dużej części zostały zniszczone podczas II wojny światowej. 
Był reprezentantem późnogotyckiego realizmu. 
Tworzył pod wpływem Hansa Holbeina St., Matthiasa Grünewalda oraz  malarzy weneckich. Jego dzieła cechuje manierystyczna dynamika, gwałtowna ekspresja, intensywny koloryt oraz przestrzenna głębia (umieszczanie kilku epizodów na drugim i trzecim planie).

## Powieści i filmy biograficzne o malarzu
- Georg Schwarz - Jörg Ratgeb, Monachium 1937.
- Marianne Bruns - Die Spur des namenlosen Malers, Berlin 1875.
- Anton Monzer - Die Spur der Bilder. Ein biographischer Roman um den Maler Jörg Ratgeb, Bietigheim 1999.
- Film - Jörg Ratgeb - Maler (1978), reż. Bernhard Stephan.